# Lisk (criptomoeda)
Lisk (formalmente conhecida como LSK) é uma plataforma de aplicativos blockchain, criada no início de 2016 por Max Kordek e Oliver Beddows.  Além disso, a Lisk possui também sua própria criptomoeda. A plataforma foi criada para trazer a tecnologia blockchain para o mundo através de um SDK (Software Development Kit) escrito em JavaScript. Com base em sua própria rede Blockchain e LSK, a Lisk permitirá que desenvolvedores criem, distribuam e gerenciem aplicativos Blockchain descentralizados, poderosos e escalonáveis, implementando sua própria sidechain vinculada à rede Lisk, incluindo um token personalizado. Graças à flexibilidade de sidechains, os desenvolvedores podem implementar e personalizar seus aplicativos Blockchain completamente. 

## Especificações
- Tempo entre blocos: 10 segundos
- Tempo de ciclo completo: ~ 17 minutos
- Fornecimento: 100 milhões de LISK + recompensas anuais de forjamento (atualmente 4 LSK por bloco)
- Sistema de Consenso: Delegado Prova de Estaca (DPoS)
- Símbolo Lisk: LSK
- Símbolo monetário: Ⱡ  [3]

## Sidechain
Um sidechain funciona como um blockchain regular. Possui um bloco de gênese que determina seu estado inicial. Blocos são adicionados ao blockchain por partes autorizadas e validados por nós na rede. O protocolo sidechain define quais tipos de transação são suportados. A sidechain é conectada ao blockchain, porém não afeta a blockchain principal. Nesse caso, problemas com velocidade e segurança não são afetados. 
A principal importancia da sidechain é diminuir o inchaço da blockchain principal. Dessa forma, a plataforma consegue suportar milhares de aplicativos, pois eles são executados na suas próprias sidechains. Com isso, o inchaço da blockchain regular é diminuído e a velocidade continua sendo rápida e eficiente. 

## História Lisk ICO
Lisk começou como uma bifurcação de Crypti começando com uma oferta inicial de moedas (ICO) para decidir a distribuição inicial e levantar fundos de desenvolvimento. A ICO arrecadou 14.000 BTC e, na época, foi o segundo crowdfundency de criptomoedas mais bem-sucedido. Em 24 de maio de 2016, a rede principal da Lisk entrou em operação e ficou disponível para negociação nas principais bolsas de valores. Rapidamente após o início da negociação, Lisk tornou-se brevemente a segunda criptomoeda mais popular negociada contra Bitcoin. 
Desde novembro de 2017, Lisk superou um valor de mercado de US $ 1.000.000.000, unindo-se ao posto de outros unicórnios blockchain.
A LSK atualmente ocupa o 26º lugar na lista de criptomoedas por capitalização de mercado, conforme dados da CoinMarketCap.com

## Sistema de Consenso
A Prova de participação delegada (formalmente conhecida como DPoS) é um algoritmo de consenso que mantém um acordo irrefutável sobre a verdade em toda a rede, validando transações e agindo como uma forma de democracia digital. É o protocolo de escolha da Lisk. 
Prova de participação delegada usa voto em tempo real combinado com um sistema social de reputação para alcançar consenso. Pode ser visto como o protocolo de consenso menos centralizado em comparação com todos os outros, pois é o mais abrangente. Cada detentor de token pode exercer um grau de influência sobre o que acontece na rede.
Delegados ativos são votados em seus papéis pelos detentores dos tokens. O poder de voto que o detentor do token possui, também conhecido como ponderação por voto, é determinado por quantos token base a conta está retendo. É importante que os delegados sejam escolhidos com o melhor interesse da rede no coração, pois eles mantêm a rede funcionando sem problemas e com segurança.  

## Sidechain Development Kit (SDK)
O Sidechain Development Kit (SDK) foi criado baseado em JavaScript, apresentando uma coleção crescente de módulos para programar um aplicativo blockchain personalizado para suas necessidades. 
O SDK é dividido em quatro principais partes:
- Algoritmo de consenso: Prova de participação delegada (DPoS).
- Sidechain: Permite a criação de uma blockchain similar autônomo vinculado à cadeia principal de Lisk.
- Back-end: Código personalizável para os desenvolvedores criarem o DAPPS de forma independente.
- Front-end: A interface do usuário (UI) que são componentes voltados para o público.

## DAPPS
DAPP (aplicativos descentralizados) são exatamente o que o nome sugere. Aplicações de qualquer tipo executadas em muitos servidores, fornecendo segurança invisível , tempo de atividade e modelos de negócios totalmente novos. 
Um componente poderoso da plataforma de aplicativos Lisk é a capacidade de implantar, distribuir e gerenciar aplicativos descentralizados em um só lugar, com uma experiência de usuário perfeita. Aplicativos descentralizados incluem todo o pacote de front-end (o que o usuário vê) e back-end (a lógica por trás dele). Um contrato inteligente, por outro lado, consiste apenas no back-end, e muitas vezes apenas uma pequena parte dele. Isso significa que, se você quiser criar um aplicativo descentralizado em um contrato inteligentesistema (ou seja, não com Lisk), você tem que combinar vários contratos inteligentes e contar com sistemas de terceiros para o front-end. 
Casos de uso possíveis incluem aplicativos que oferecem comprovação de propriedade, verificação aprimorada de identidade on-line ou gerenciamento de ativos. Para criar seu próprio aplicativo, é necessário que um desenvolvedor o codifique em JavaScript. Ao oferecer um SDK escrito em JavaScript, o Lisk permite que milhões de desenvolvedores em todo o mundo sejam uma maneira acessível de criar seus próprios aplicativos descentralizados, implantando sua própria cadeia lateral Blockchain ao lado da rede Lisk.   

## Mineração Lisk
Moedas LSK são extraídas de forma não-padrão para criptomoedas, chamadas de forjamento. Ele usa o algoritmo de prova de participação delegada (DPoS). Nem todos os usuários da plataforma poderão se envolver em mineração, mas apenas indivíduos - 101 pessoas. Outros usuários podem participar apenas da seleção desses representantes. Para o voto eles recebem a recompensa é de 1 moeda. Os delegados têm o direito de criar seus próprios pools e se envolver em mineração, a recompensa será distribuída a todos os participantes do pool.
Lisk utiliza um sistema de recompensas forjadas inflacionárias que cria um novo LSK para cada bloco de sucesso. Durante o ano 1, as recompensas de forjamento são definidas em 5 LSK por bloco. Cada 3,000,000 blocos (~ 1 ano) forjando recompensas são reduzidos em 1 LSK, terminando em 1 LSK por bloco após 5 anos. As recompensas de forjamento permanecerão em 1 LSK por bloco indefinidamente. O Forging Rewards será igualmente distribuído entre todos os delegados ativos (top 101), da mesma forma que qualquer taxa de rede. 

## Tempo entre blocos
A rede Lisk forja blocos em intervalos de 10 segundos. No caso de um delegado não forjar adequadamente o bloco atribuído, as transações passarão para o próximo bloco da rodada, fazendo com que o bloqueio seja estendido por 10s. Cada bloco perdido subsequente resulta em um atraso de 10 segundos para o processamento e as confirmações da transação.

## Ferramentas SDK
O SDK consiste em cinco ferramentas poderosas: Lisk Commander, Lisk Elements, Lisk Core, Lisk Hub e Lisk Nano. Cada ferramenta possui seu respectivo papel. 
Com uma rede principal em pleno funcionamento, Lisk está atualmente desenvolvendo uma variedade de ferramentas para permitir que desenvolvedores de aplicativos criem facilmente seus próprios aplicativos descentralizados.

### Lisk Core
O Lisk Core permite o forjado do delegado, fornece sincronização para acessar os principais dados da blockchain da rede de Lisk e inclui a API completa para desenvolvedores. O Lisk Core é para usuários técnicos avançados que buscam construir em cima da Plataforma Lisk, protegendo a infra-estrutura de rede ou obtendo o acesso forjado por delegado.  
O Lisk Core permite ao usuário as seguintes possibilidades:
- Contribuir para a descentralização da rede Lisk
- Explorar os dados gravados na blockchain de Lisk
- Postar transações para o blockchain de Lisk
- Ativar e desativar falsificação para um delegado registrado [15]

O Lisk Core consiste de três componentes principais: Node.js, PostgreSQL e o Redis. 

### Lisk Commander
Lisk Commander é uma ferramenta para facilitar a vida dos desenvolvedores que procuram uma maneira mais rápida e eficiente de utilizar comandos. Dessa forma, os usuários utilizam de uma interface de linha de comando (conhecida formalmente como CLI) para as APIs do Lisk Core. No futuro, ele irá ajudá-lo no bootstrapping e no gerenciamento da sidechain. O Lisk Commander facilita pelo fato de não ser preciso a criação de uma interface gráfica (GUI) em torno de cada comando, pois o CLI já foi desenvolvido para substituir de forma rápida e prática. 

### Lisk Hub
Lisk Hub é uma solução completa para gerenciar seu Lisk ID, acessar e enviar tokens LSK, bem como votar em delegados. Ele combina a funcionalidade da antiga carteira e do blockchain explorer. No futuro, o Lisk Hub contará com um DEX, registro de sidechain e a capacidade de lançar seu próprio ICO.

### Lisk Elements
Lisk Elements é uma coleção de bibliotecas, como a criptografia compartilhada, uma representação de API, lógica de transação para assinatura local e constantes importantes para o ecossistema. 
O Lisk Elements possui:
- Um cliente de API para interagir com nós na rede Lisk.
- Assistentes de frase-senha mnemônicos.
- Um conjunto de constantes relacionadas a Lisk.
- Funções criptográficas relevantes.
- Funções para criar, assinar e verificar transações. [17]

### Lisk Nano
O Lisk Nano permite que o usuário envie e receba transações na rede Lisk e fornece uma interface de usuário simples para recursos mais avançados, como delegar votação ou registrar uma segunda frase secreta. Com o Lisk Nano, não há necessidade de sincronização blockchain, pois ele se conecta aos nós Lisk oficiais hospedados pela Fundação Lisk. Para o uso de chamadas de API e outros recursos avançados, use o Lisk Core. 